# Robotics;Notes
Robotics;Notes (яп. ロボティクス・ノーツ Роботикусу Но:цу) — это японская игра в жанре visual novel, разработанная компанией 5pb. совместно с Nitroplus. В Японии игра вышла на приставках Sony PlayStation 3 и Microsoft Xbox 360 28 июня 2012 года. Это третья игра в серии Science Adventure после Chaos;Head и Steins;Gate.
Экранизацией занялась студия Production I.G, показ аниме-сериала начался в октябре 2012 года и продолжался до конца марта 2013 года.
В 2014 году на PlayStation Vita вышла улучшенная версия игры, названная Robotics;Notes Elite. В 2019 году состоялся её релиз на PlayStation 4 и Nintendo Switch.
Robotics;Notes DaSH, продолжение игры, вышла 31 января 2019 года для платформ PlayStation 4 и Nintendo Switch.
На Anime Expo 2019 компания Spike Chunsoft анонсировала западный релиз двух игр — Robotics;Notes Elite и Robotics;Notes DaSH. Их выпустили в октябре 2020 года на платформах PlayStation 4, Nintendo Switch (13 октября) и Windows (Steam, 14 октября).

## Сюжет
Действие Robotics;Notes происходит в 2019 году на острове Танегасима, что к югу от острова Кюсю на юге Японии. Игра строится на теме роботов и вопросе «Что случится, если ты действительно постараешься сделать гигантского робота?».

## История
В Robotics;Notes игрок берёт на себя роль Кайто Ясио, любителя поиграть в файтинги. Он числится в школьном кружке робототехники (сокр. робокружок) вместе со своей соседкой и подругой детства Акихо Сэномией. Герои пытаются достроить копию боевого робота, которым управлял главный герой всемирно известного аниме «Ганваррел», для чего Акихо пытается запросить большой бюджет. С этого и начинается история. По ходу сюжета в робокружке появляются новые участники, а сами герои даже заручаются поддержкой JAXA. Кайто же постепенно узнаёт о заговоре секретной организации под названием «Комитет 300».

## Мир
Действие сериала происходит в мировой линии 1.048596 (т. н. мировая линия Steins;Gate) в Японии 2019 года. По всему миру происходит взрыв популярности робототехники, который вызвал выход меха-аниме «Ганваррел» (яп. ガンヴァレル Ганбарэру), транслируемого по всему земному шару, однако его последний эпизод так и не был показан. Всеобщую популярность также приобрели планшеты PokeCom, работающие на операционной системе PhoneDroid. Большой популярностью пользуется разработанная для этих планшетов игра Kill-Ballad Online, в которую играет и главный герой.
Раз в несколько лет на Солнце происходят огромные вспышки, которые выводят из строя электроаппаратуру Земли. Наиболее крупной стала вспышка 2015 года.
Главные герои живут на острове Танегасима, расположенном к югу от острова Кюсю, и учатся в центральной старшей школе острова. Также на острове расположено здание Японского агентства аэрокосмических исследований, возле которого расположены единственный работающий на острове аэропорт и пусковая площадка для космических ракет (с него, в частности, запускали ракету H-II). Ангар старого аэропорта отведён робокружку в качестве мастерской для постройки ГанПро-1 (яп. ガンつく１ ГанЦуку-1) — копии робота Ганваррела. Герои активно пользуются социальной сетью Twipo (яп. ツイぽ Цуипо) (игровой аналог Twitter) и приложением для взаимодействием с дополненной реальностью Iru-wo (яп. 居る夫。 Iruo.).
В этой части Science Adventure также присутствует организация «Комитет 300», дочерней компанией которой является, в частности, фирма по производству экзоскелетов и робототехники «Exoskeleton».

## Персонажи

### Члены робокружка
- Кайто Ясио (яп. 八汐 海翔 Ясио Кайто) — главный герой, с точки зрения которого чаще всего ведётся повествование. Почти постоянно играет в Kill-Ballad и на начало событий занимает пятое место в мировом рейтинге игры. Рядовой член робокружка, пилот ГанПро и Tanegashi Machine-3. Страдает от синдрома мыши-слона, вследствие чего при больших нагрузках на сердце время для него замедляется, но при этом он чувствует сильную боль. Влюблен в Акихо.

Сэйю: Рёхэй Кимура
- Акихо Сэномия (яп. 瀬乃宮 あき穂 Сэномия Акихо) — глава робокружка, подруга Кайто. Любит роботов и мечтает построить копию Ганваррела. Страдает от синдрома мыши-слона, как и Кайто, но для неё время не замедляется, а ускоряется. В робокружке исполняет, помимо роли капитана, роль инженера-механика. Влюблена в Кайто.

Сэйю: Ёсино Нандзё
- Субару Хидака (яп. 日高 昴 Хидака Субару) — третий член современного робокружка, присоединившийся к нему после турнира Robo-One, на котором последние два года выступал под псевдонимом «Мистер Плеяды» (яп. ミスター・プレアデス Мисута: Пурэадэсу), так как его отец выступает против увлечения сына робототехникой. Волнуясь, начинает косноязычить. В робокружке исполняет обязанности инженера.

Сэйю: Ёсимаса Хосоя
- Дзюнна Дайтоку (яп. 大徳 淳和 Дайтоку Дзюнна) — четвёртый член робокружка, к которому присоединилась, уйдя из секции карате. Любит городские легенды, боится роботов. В робокружке исполняет роли второго пилота и модели для захвата движений.

Сэйю: Сора Токуи
- Кона Фуругори (яп. 古郡 こな Фуруго:ри Кона) — пятый член робокружка, создатель Kill-Ballad и дочь режиссёра аниме «Ганваррел». Живёт уединённо в большом доме с надёжной системой безопасности, посещает имиджборды, любит яой. Пользуется псевдонимом Фрау Кодзиро (яп. 神代 フラウ Ко:дзиро Фурау). В робокружке исполняет роль программиста.

Сэйю: Каори Надзука

### Друзья членов робокружка
- Айри Юкифунэ (яп. 行舟 愛理 Юкифунэ Айри) — изначально тяжело больная девочка, а затем и созданное на её основе приложение для Iru-o., обладающее её внешностью и сознанием. Также в её виртуальном теле обитает Гэдзи-нэ, программа для сбора данных. Обе программы созданы Кимидзимой.

Сэйю: Риэ Кугимия
- Мисаки Сэномия (яп. 瀬乃宮 みさ希 Сэномия Мисаки) — старшая сестра Акихо, фанатка роботов и видеоигр, основательница робокружка. В 2019 году работает в корпорации Exoskeleton специалистом по связям с общественностью и не общается с сестрой.

Сэйю: Кикуко Иноуэ
- Мицухико Нагафукада (яп. 長深田 充彦 Нагафукада Мицухико) — друг детства Мисаки, работает в школе, в которой учатся герои, учителем физкультуры, также является куратором робокружка.

Сэйю: Ёдзи Уэда
- Мидзука Ирэй (яп. 伊禮 瑞榎 Ирэй Мидзука) — подруга Мисаки, единственная из старых друзей, с кем та ещё общается. В 2015 году упала с мотоцикла и стала инвалидом, но Мисаки прислала ей экзоскелет HAL 3. Работает в семейном продуктовом магазине. В школе занималась сёрфингом.

Сэйю: Такако Хонда
- Тэцухару Фудзита (яп. 藤田 鉄治 Фудзита Тэцухару) — бывший инженер NASDA, теперь работает в магазине «Робо-клиника», в котором продаёт запчасти роботов, попавшие на местную свалку, но ещё рабочие. Из-за этого его часто называют просто «Док». Дедушка Дзюнны, однако не хочет с ней видеться с тех пор, как на неё упал один из его роботов.

Сэйю: Нобуаки Фукуда
- Кэнъитиро Сэномия (яп. 瀬乃宮 健一郎 Сэномия Кэнъитиро:) — отец Мисаки и Акихо, директор местного отделения JAXA.

Сэйю: Такэхиро Кояма
- Сумио Нагафукада (яп. 長深田 澄夫 Нагафукада Сумио) — дядя Мицухико, президент кондитерской компании Space Ame. Эти конфеты любит есть Кайто. Становится спонсором робокружка. Любит своих попугаев и всегда берёт с собой одного из них, Таро.

Сэйю: Тэцуо Канао
- Хирому Хидака (яп. 日高 宏武 Хидака Хирому) — отец Субару. Рыбак. Однажды подарил сыну игрушечного робота, чем вызвал у него страсть к робототехнике, но впоследствии выступил против увлечения сына, испугавшись потерять Субару.

Сэйю: Хироюки Киносита

### Прочие персонажи
- Наэ Тэннодзи (яп. 天王寺 綯 Тэнно:дзи Наэ) — работница JAXA, руководитель постройки ГанПро-2.

Сэйю: Аяно Ямамото
- Ко Кимидзима (яп. 君島 コウ Кимидзима Ко:) — исследователь солнечных вспышек, приехавший на Танегасиму в конце 2000-х гг. Был убит в 2010 году, однако успел сохранить свой образ в виде приложения для Iru-O. и семь отчётов, в которых рассказывал о заговоре «Комитета 300».

Сэйю: Тосиюки Морикава
- Тосиюки Савада (яп. 澤田 敏行 Савада Тосиюки) — начальник Мисаки в Exoskeleton, сын одного из членов «Комитета 300», но противостоит им. Создал секретную организацию, в которую входят несколько персонажей из Chaos;Head и Steins;Gate.

Сэйю: Синъитиро Мики
- Каоруко Усуи (яп. 臼井 薫子 Усуи Каоруко) — завуч школы, в которой учатся герои.

Сэйю: Тосико Савада

## Манга
С марта 2012 г. манга-адаптация под названием Robotics;Notes с иллюстрациями Кэйдзи Асакавы начала выходить в журнале Monthly Comic Blade издательства Mag Garden. Первый танкобон Robotics;Notes был выпущен 10 июля 2012 года, по состоянию на сентябрь 2013 г. вышло четыре тома.
26 июля 2012 года вторая манга под названием Robotics;Notes Phantom Snow с иллюстрациями Го начала публиковаться в веб-журнале Famitsu Comic Clear издательства Enterbrain. По состоянию на 14 сентября 2013 г. было выпущено два тома манги.
Третья манга Robotics;Notes Revival Legacy с иллюстрациями Тацуи Сихиры начала публиковаться в журнале Ultra Jump издательства Shueisha в сентябре 2012 г. 17 мая 2013 г. вышел второй том манги, ещё один — 17 октября 2013 года.
Robotics;Notes Dream Seeker (яп. Robotics;Notes ドリームシーカー), четвёртая манга, с иллюстрациями Цудзури Юно начала публиковаться с октября 2012 г. в журнале Monthly Shōnen Gangan издательства Square Enix. 21 сентября 2013 г. вышел первый том.
Robotics;Notes Side Junna: Chiisana Natsu no Monogatari (яп. Robotics;Notes Side Junna: 小さな夏のものがたり), пятая манга, с иллюстрациями художника NB, начала публиковаться в журнале Shonen Ace издательства Kadokawa Shoten в ноябре 2012 г. 26 ноября 2012 г. вышел первый том Side Junna, второй вышел 25 апреля 2013 г.
Robotics; Notes Pleiades Ambition, шестая манга серии, с иллюстрациями Токумы Соры, начала публиковаться в журнале Monthly Comic Alive издательства Media Factory в ноябре 2012 г. К 27 июля 2013 было выпущено три танкобона.

## Аниме
Аниме-сериал по мотивам игры был снят на студии Production I.G и выпускался с октября 2012 г по март 2013 г в блоке noitaminA на канале Fuji TV. Всего экранизация насчитывает 22 серии. В первом опенинге, как и в опенинге игры, звучит песня Zwei — в аниме это «Junjō Spectra» (яп. 純情スペクトラ Дзюндзё: супэкутора), во втором опенинге играет композиция HARUKI — «Hōkyō no Messiah» (яп. 咆筺のメシア Хо:кё: но мэсиа). В первом эндинге играет песня Фумика — «Umikaze no Brave» (яп. 海風のブレイブ Умикадзэ но бурэйбу), а во втором — «Topology» (яп. トポロジー Топородзи:) в исполнении Канако Ито. Заставки сменились после 11 серии.

### Список серий
| 01 | Потому что Ганваррел ждёт «Ганварэру га маттэру кара» (ガンヴァレルが待ってるから)                                                                                     | 12 октября 2012 года |
| В начале серии нам показывают, как герои активируют Ганваррела. После опенинга повествование перемещается в предшествующий год. Акихо пытается потребовать у школы большой бюджет для робокружка, потому что хочет завершить ГанПро-1 до февраля и отвезти его на Всемирную Токийскую выставку. Усуи соглашается при том условии, что робокружок победит в турнире Robo-One, до которого осталось две недели. В случае проигрыша робокружок будет распущен. | |                      |
| 02 | Благодаря нашим мечтам, надеждам и упорству «Юмэ то кибо: то роман га аттэкосо» (夢と希望とロマンがあってこそ)                                                         | 19 октября 2012 года |
| Акихо вспоминает о том, что у робокружка есть подходящий к турниру робот — Tanegashi Machine-3, собранный ещё Мисаки, однако он не работает. Денег на запчасти ребятам не хватает, и Кайто выпытывает у Мидзуки, что у Дока есть внучка — Дайтоку Дзюнна. Однако та заявляет, что уже много лет не общается с дедом. Кайто предлагает Доку сделку: робокружок расплатится с ним после Robo-One своим выигрышем. Система управления роботом оказывается настолько сложной, что Кайто приходится просить Фрау, незадолго до этого приславшую ему сообщение, написать систему управления, основанную на таковой из Kill-Ballad. Та соглашается. Кайто становится пилотом Tanegashi Machine-3. | |                      |
| 03 | Танегасимский толчок с ускорение-е-е-ем! «Танэгаси акусэру импакутоооооо!» (タネガシアクセルインパクトォォォォォ!)                                                     | 26 октября 2012 года |
| Кайто, Акихо и Мицухико едут в Токио на Robo-One. Мисаки, живущая в столице, их не встречает, поэтому героям не удаётся нормально переночевать. Кайто с лёгкостью выигрывает все бои турнира и выходит в финал, в котором ему предстоит сражаться с Мистером Плеядами, однако от усталости он уже начинает валиться с ног. В процессе битвы у Кайто начинаются спазмы, и ему приходится использовать коронный удар своего робота — «Танегасимский толчок с ускорением», что приводит к падению обоих роботов за ринг. Так как у Кайто было меньше очков, чем у Плеяд, он проигрывает, однако узнаёт под маской лицо Субару и, угрожая разоблачением, заставляет его вступить в робокружок. Усуи соглашается признать, что на Robo-One победил робокружок. | |                      |
| 04 | Давайте вместе строить робота справедливости «Иссё ни, сэйги но кёдай робо о цукуро:» (一緒に、正義の巨大ロボを造ろう)                                                 | 2 ноября 2012 года   |
| Акихо пытается заручиться помощью JAXA, но её мать выступает против этого. Кайто узнаёт от Мидзуки, что дядя Мицухико — президент Space Ame, и Акихо пытается договориться с ним о спонсорстве. Сам Кайто вместе с Мицухико помогает Коне вселиться в пустой особняк на Танегасиме. В разговоре с Кайто она намекает, что приехала на остров, чтобы найти свою мать. Субару добивается того, что они с Кайто будут участвовать на первом кубке мира по Robo-One в Лас-Вегасе. В космическом парке планшет Кайто начинает трещать, после чего из него раздаётся фраза: «Ты меня слышишь?». | |                      |
| 05 | Можно называть тебя братом? «Онии-тян ттэ ёндэ ии дэсу ка?» (お兄ちゃんって呼んでいいですか？)                                                                         | 9 ноября 2012 года   |
| Кайто с Дзюнной отправляются на прогулку по местам, о которых рассказывали сверхъестественные истории. Они ничего не находят. Однако вечером Айри и Гэдзи-нэ показываются Кайто и передают ему первый отчёт Кимидзимы, в котором указано, в какие годы будут происходить обширные солнечные вспышки. Услышав от Кайто имя Кимидзимы, Мидзука теряет дар речи. Мисаки передаёт Саваде все данные о Кайто. | |                      |
| 06 | Когда мечта кончается, это так плохо «Юмэ га оваттяттара, сабисии» (夢が終わっちゃったら、寂しい)                                                                      | 16 ноября 2012 года  |
| Дзюнна и Кона вступают в робоклужок. Хирому подслушивает разговор Субару с Коной, из которого узнаёт, что Субару продолжает заниматься роботами. В заброшенном музее на территории космопарка Кай находит систему EGI и узнаёт, что Кимидзима был убит. Кто убил Ко, Гэдзи-нэ не сообщает — «информация удалена». Когда робокружок тестирует систему управления на роботе Субару, М45, в ангар приходит Хирому и силой заставляет сына уйти из кружка. | |                      |
| 07 | Большое спазибо «Аригато: годзяимасита» (ありがとうごじゃいましたっ)                                                                                                   | 23 ноября 2012 года  |
| Дзюнна сообщает Кайто, что мелодия, которую передаёт система EGI, — это детская песенка «Кагомэ кагомэ». Субару не ходит в школу, но тайно забирает из ангара покорёженного М45. Акихо приносит ему забытий им обломок. Сумио соглашается помогать робокружку, после чего к ангару подвозят запчасти для ГанПро-1. Кона заставляет Кайто искать в Kill-Ballad читеров и сообщает ему, что последний эпизод аниме «Ганваррел» не показали из-за того, что погибло несколько членов съёмочной группы аниме, а её мать, режиссёр, исчезла, после чего её стали подозревать в убийствах членов съёмочной группы, а последний раз видели на Танегасиме. Субару разбирает М45 на части прямо на глазах у своего отца, после чего продолжает приходить в ангар, говоря отцу, что ходит заниматься в тишине. Когда он упоминает даты случаев вспышек на солнце, упомянутые в отчётах Кимидзимы, из PokeCom’ов всех членов робокружка начинает играть «Кагомэ кагомэ», а на экране высвечивается сообщение: «Входящий звонок. Номер вызывающего абонента скрыт». Когда Кайто нажимает на кнопку ответа, планшет начинает издавать шипение старых модемов, а в ангар врываются крепкие мужчины во главе с хрупкой девушкой. | |                      |
| 08 | Я Наэ Тэннодзи. Рада знакомству! «Тэнно:дзи Наэ дэсу. Ёросику!» (天王寺綯です。よろしく！)                                                                             | 30 ноября 2012 года  |
| Всех членов робокружка привозят в JAXA. Оказалось, девушка — Наэ Тэннодзи — просто решила создать у ребят впечатление того, что различные роботостроительные компании начали за ними охоту. Она предлагает робокружку совместный проект гигантского робота, но Акихо отказывается в пользу ГанПро-1. Кайто решает найти второй отчёт Кимидзимы, для чего необходимо выполнить несколько условий, одним из которых является двойное нажатие зелёной кнопки под куполом радиолокационной башни с интервалом в один час. Начинается буря, и Кайто чуть не срывается с площадки, однако у него начинаются спазмы и благодаря им парню удаётся удержаться на башне и нажать на кнопку, но затем он теряет сознание. Айри появляется перед разыскивающей его Акихо и приводит к башне. Та отвозит Кайто в больницу. Из отчёта Кайто узнаёт о проекте одомашнивания человечества «Комитета 300», могущего привести к гибели большинства человечества, и о пропаганде. | |                      |
| 09 | Плод крови, пота и слёз «Ти то асэ то намида но кэссё: дэсукара» (血と汗と涙の結晶ですから)                                                                            | 7 декабря 2012 года  |
| Кайто рассказывает Коне об отчётах Кимидзимы. Робокружок завершает ГанПро-1 и выставляет его снаружи ангара, однако его двигатель быстро выходит из строя. Акихо решает согласиться на сотрудничество с JAXA. | |                      |
| 10 | Робот, которого можем построить только мы «Утира дакаракосо цукурэру робо о» (うちらだからこそ造れるロボを)                                                            | 14 декабря 2012 года |
| С неба падает первый магнитный монополь. Герои приходят к выводу, что он может послужить источником энергии. На следующий день они приходят на встречу с Наэ, на которой разрабатывают концепцию будущего робота, ГанПро-2: сам робот будет сделан из лёгких материалов, работать на монополях, а выглядеть, как Ганваррел, только в Iru-O. Мидзука просит Айри исчезнуть. | |                      |
| 11 | Условие выполнено «Фурагу га тассэй сарэмасита» (フラグが達成されました)                                                                                               | 21 декабря 2012 года |
| Кайто с Коной раскрывают третий отчёт Кимидзимы, в котором раскрываются детали плана «Комитета 300» по уничтожению большинства населения Земли — это искусственный вызов коронарной вспышки на Солнце, а также тот факт, что корпорация владеет фирмой Exoskeleton. Первые три игрока в таблице рекордов Kill-Ballad обнаруживаются в своих домах мёртвыми. Робокружок записывает движения для ГанПро-2. В Сеть публично выкладывают недоработанный отрывок последнего эпизода Ганваррела, сюжет которого совпадает с информацией, описанной в третьем отчёте Кимидзимы. Мидзука говорит Кайто не совать своего носа в дела Кимидзимы, а Мисаки неожиданно звонит ему и приказывает никому не рассказывать об отчётах. | |                      |
| 12 | Пока тебе не понравится хоть что-то «Доко ка хитоцу дэмо суки ни наттэ курэру мадэ» (どこかひとつでも好きになってくれるまで)                                           | 11 января 2013 года  |
| Дзюнна вспоминает, как на неё упал один из роботов Дока. Док попадает в больницу с инсультом. Акихо решает подбодрить его, восстановив его роботов, у которых, как оказалось, перерезаны питающие кабели. Увидев восстановленных роботов, Док впадает в истерику и испуганно кричит, что робот снова может упасть на ребёнка, однако Дзюнна побеждает свой страх роботов и учит одного из них слову «Фудзита». Док успокаивается, и они с Дзюнной мирятся. Док соглашается помогать робокружку. | |                      |
| 13 | Что за безумный мир «Нанто иу курутта сэкай» (なんという狂った世) | 18 января 2013 года  |
| Акихо и Субару просят Дока разобраться с монополем, и тому удаётся разделить его надвое. Кайто читает в четвёртом отчёте Кимидзимы о проекте «Марс» — восстании роботов, а в пятом — подробное описание коронарной солнечной вспышки, проекте «Атум». Кона находит в отрывке последнего эпизода Ганваррела тайное послание своей матери, в котором та сообщает, что аниме «Ганваррел» — лишь средство для промывания мозгов и что проект «Атум» всё ещё в силе. Токио накрывает солнечная вспышка, вызвавшая отключение электричества и восстание роботов. Подруга Коны звонит ей и гневно просит прекратить это безумие. Кона обнаруживает, что кто-то взломал её аккаунт Twipo и написал, что это она взломала ОС роботов и выложила в сеть последний эпизод «Ганваррела». Прочтя это сообщение, Кайто вламывается к ней в дом и обнаруживает её в ванне с ножом для резки бумаг в руке. | |                      |
| 14 | Останемся так ещё немножко… «Сукоси дакэ но мама дэ…» (少しだけこのままで…)                                                                                            | 25 января 2013 года  |
| Кона объясняет Кайто, что для получения доступа к системе управления роботами Токио требуется победить противника, управляемого компьютером, в игре Kill-Ballad. Кайто понимает, что бот читерит, и пытается вызвать у себя спазмы. Тем временем Кона находит настоящего хакера. Им оказывается один из разработчиков Kill-Ballad, Maguyan. Он божится, что сделал это только для того, чтобы воссоединиться с похищенной у него семьёй, которую похитители увезли на Филиппины, но Кона утверждает, что семьи у него никогда не было. Кайто понимает, что Maguyan’у промыли мозги. Члены робокружка отвлекают полицейски, пришедших к Коне, а Кайто удаётся вызвать у себя спазмы и победить бота. Кона останавливает роботов, к тому времени уже штурмующих здание правительства Японии. Она сообщает, что впервые после долгого перерыва продолжит посещать собрания робоклужка. Из новостей Кайто узнаёт о смерти Maguyan’а на Филиппинах. | |                      |
| 15 | Я покажу тебе сон «Кими ни юмэ о мисэтэ агэё:» (君に夢を見せてあげよう)                                                                                                | 1 февраля 2013 года  |
| На серверах Iru-O. собираются произвести очистку, из-за чего Айри может исчезнуть. Кайто успевает найти шестой отчёт Кимидзимы, в котором описывается промывание мозгов. Айри просит его отвести её в дом, в котором они жили вместе с Кимидзимой. В доме Кайто находит спящую в криосне Айри Юкифунэ, послужившую прототипом программы Айри. Айри рассказывает Кайто, что в детстве она тяжело болела, а однажды встретила Ко, который подарил ей мобильный телефон с альфа-версией программы Iru-O., после чего заморозил её до тех времён, пока её болезнь не станет излечимой. Кайто звонит в полицию, и спящую Айри увозят в Токио. Айри просит себе в подарок снежное Рождество, и Кона исполняет её желание, написав программу, реализующую в Iru-O. падение снега. После очистки серверов Айри исчезает, однако Гэдзи-нэ сохраняет в себе некоторые строки её программного кода. | |                      |
| 16 | Я люблю гигантских роботов «Кёдай роботто га, дайсуки дэсу» (巨大ロボットが、大好きです)                                                                               | 8 февраля 2013 года  |
| После завершения ГанПро-2 Наэ сообщает робокружку, что JAXA собирается запустить новую ракету с Танегасимы, а кружку придётся перевезти робота в свой ангар. При тестовом запуске Дзюнна замечает, что робот странно подрагивает при ходьбе, и Субару решает взглянуть на это поближе. Сильный порыв ветра валит робота прямо на него. Кайто находит седьмой отчёт Кимидзимы, однако проследившая за ним Мидзука вновь запрещает ему лезть в дела Кимидзимы. Савада обнаруживает, что Мисаки умолчала ему о том, что Кайто известно о Кимидзиме. На PokeCom’ы Кайто и Мидзуки поступает звонок с неизвестного номера, причём оба планшета опять играют «Кагомэ кагомэ». После ответа из планшета вновь раздаётся шум модема, после чего экзоскелет Мидзуки начинает идти сам, толкая Ирэи к обрыву. Видя тщетность попыток Кайто остановить её, Мидзука отбрасывает его назад и за секунды до падения просит Кайто поблагодарить Мисаки за HAL. Она падает и разбивается о скалу. | |                      |
| 17 | С сегодняшнего дня кружок по исследованию робототехники распущен! «Роботто кэнкю:-бу ва, хондзицу о моттэ кайсан симасу!» (ロボット研究部は、本日をもって解散します！) | 15 февраля 2013 года |
| Субару попадает в больницу с переломами ног, а Усуи распускает робокружок и запрещает бывшим его членам сотрудничество как с JAXA, так и со Space Ame. Кайто вновь пытается загрузить седьмой отчёт Кимидзимы, но на этот раз его отвлекает Савада, расспрашивая, знает ли он о Кимидзиме. Когда Кайто отвечает отрицательно, ему звонит Мисаки и просит никому не отдавать отчёты Кимидзимы. Акихо решает достроить ГанПро-2 сама. Когда Кайто отвечает ей тем, что немедленно попросит Усуи прислать рабочих разобрать робота, та просит его помочь. Кайто соглашается на игру в Kill-Ballad, исход которой решит судьбу ГанПро-2. Он поддаётся и соглашается помогать Акихо. Док и Мицухико поддерживают их решение. Когда Кайто удаётся загрузить седьмой отчёт Кимидзимы, оказывается, что он не является текстом, как предыдущие, а просто запускает программу распространения по планете предыдущих шести отчётов. | |                      |
| 18 | Настоящий Ганваррел в нём! «Соко ни хоммоно Ганварэру га имасу!» (そこに本物のガンヴァレルがいます！)                                                                  | 22 февраля 2013 года |
| Начинается Всемирная Токийская выставка, на которую Кайто, Акихо, Мицухико и Сумио привозят отремонтированный ГанПро-2. После выхода в Сеть последнего эпизода «Ганваррела» люди начинают чураться всего, что с ним связано, а один парень даже запускает в Акихо бутылкой, из-за чего та падает с приставной лестницы на вовремя подоспевшего Мицухико. Кайто навещает в больнице уже разбуженную Айри и встречается с Мисаки, которая ничего ему не рассказывает. Так и не встретившись с сестрой (хоть Exoskeleton и представили на выставке собственного гигантского робота Sumeragi), она решает разыскать её в комнатах для участников. Натолкнувшись на неё, Акихо и Кайто с удивлением обнаруживают, что на ней надет экзоскелет, а сама она не поворачивается к ним лицом. Появляется Савада и приказывает Мисаки поднять руки вверх. Когда та начинает убегать, Тосиюки стреляет в неё из пистолета. | |                      |
| 19 | Лучше бы у меня не было мечты «Юмэ нантэ, мотанакарэба ёкатта» (夢なんて、持たなければよかった)                                                                        | 1 марта 2013 года    |
| Мисаки оказывается голограммой. Она садится в Sumeragi и разрушает остальных гигантских роботов, представленных на выставке. Акихо и Кайто падают со спазмами. Сообщается о новой солнечной вспышке, а район Одайба через Iru-O. выглядит разрушенным. Савада сообщает Кайто, что это пропаганда Кимидзимы, и что именно он является главным противником организации, противостоящей «Комитету 300», на данный момент, а Мисаки является его послушной марионеткой — Ко контролирует её разум. Тосиюки отдаёт Кайто устройство под названием N IV, способное испускать электромагнитное излучение. Из смартфона Айри в больнице начинает раздаваться песня «Кагомэ кагомэ» в её собственном исполнении. Мисаки вместе с отрядами солдат и ещё одним Sumeragi выдвигаются на Танегасиму, чтобы запустить с космодрома JAXA ракету, несущую на себе бомбы на чёрных дырах. Кайто удаётся привести в чувство впавшую в апатию Акихо, и они вместе с Мицухико и Сумио едут к последнему работающему аэропорту в Токио — Чоуфу. Но перед самым самолётом их останавливает Айри, угрожая им пистолетом. Кимидзима-программа показывается героям. | |                      |
| 20 | Она любит роботов сейчас? «Имадэмо роботто га суки дэсукара» (今でもロボットが好きですか)                                                                              | 8 марта 2013 года    |
| Ко рассказывает, что его убила Мисаки, когда поняла, что его эксперимент с пассажирами парохода «Анемон», на котором в то время находились и Акихо, и Кайто, и после которого они и начали страдать синдромом мыши-слона, может закончиться гибелью всех пассажиров. Кимидзима, однако, успел создать свою проекцию в Iru-O. и стал подрывать психику Мисаки. После долгого сопротивления она не выдержала и сдалась, увидев, что на Nintendo DS маленького Кайто пришла фотография мёртвого Кимидзимы. Солдаты захватывают здание JAXA и Кэнъитиру, но Наэ успевает обезвредить группы, которые должны были захватить ангар и дом Коны. Мицухико передаёт трансляцию разговора с Кимидзимой Доку, Дзюнне, Субару и Коне, и они собираются в ангаре. Когда Кимидзима заставляет Айри приставить пистолет к своей голове, рассчитывая сломить волю Акихо, Таро хватает пистолет и отбрасывает его на землю. Кимидзима исчезает, а Айри падает без сознания. Впятером они возвращаются на остров на самолёте. После того как в ангаре собирается толпа добровольцев, герои начинают модернизировать ГанПро-1. Солдаты не могут запустить ракету, пока идёт дождь. Мисаки на короткое время получает контроль над разумом и отпускает своего отца, после чего вызывает Гэдзи-нэ и просит её передать Акихо и Кайто нулевой отчёт Кимидзимы. | |                      |
| 21 | Ганваррел! Запуск! «Ганварэру! Хассин!» (ガンヴァレル発進！) | 15 марта 2013 года   |
| Наэ, Кайто и Айри приезжают в лабораторию Кимидзимы, чтобы собрать данные. Внутри они находят блок, подходящий для N IV. После запуска N IV Кайто чувствует сильнейший спазм. Наэ выводит Кайто и Айри из лаборатории, но их уже ждут Кимидзима, Гэдзи-нэ и пять атакующих роботов на магнитно-воздушной подушке. Кимидзима приказывает Гэдзи-нэ убить героев, но роботы расстреливают друг друга, после чего Кимидзима понимает, что в коде Гэдзи-нэ есть ошибки, и уничтожает её. Солдаты начинают готовить ракету к запуску. Из-за состояния Кайто робокружок пытается найти нового пилота ГанПро-1, но Кайто убеждает всех, что сможет справиться со спазмами и просит Акихо в особо сложных ситуациях активировать N IV. Кайто признаётся Акихо в любви. Герои запускают Ганваррела. | |                      |
| 22 | Теперь это наша игра «Кококара ва, орэтати но гэ:му да» (ここからは、俺たちのゲームだ)                                                                                 | 22 марта 2013 года   |
| Пока робокружок сражается с Мисаки, пилотирующей Sumeragi, используя программу DG297, разработанную организацией Савады, Наэ с тремя помощниками прокрадываются в центр управления полётами и обезвреживают находящихся там боевиков, однако не могут отменить запуск ракеты, пока Кимидзима не будет отключён. Героям удаётся проломить обшивку Sumeragi и, воспользовавшись новой программой Дару (программиста Савады), отключить Кимидзиму и удалить его с серверов Iru-O. Запуск удаётся отменить за секунду до старта ракеты. После всего произошедшего Кайто удаляет со своего планшета Kill-Ballad и решает стать космонавтом. Через пять лет он — один из трёх человек, отправляющихся в космос на новой ракете JAXA. | |                      |